# Sergiusz Romanow (1869–1918)
Sergiusz Michajłowicz Romanow ros. Сергей Михайлович Романов; (ur. 25 września (7 października) 1869 w Bordżomi, zm. 18 lipca 1918 w Ałapajewsku) – wielki książę rosyjski.
Był wnukiem cesarza Mikołaja I, piątym synem wielkiego księcia Michała Mikołajewicza i jego żony Olgi Fiodorowny (Cecylii Augusty Badeńskiej), córki Leopolda Badeńskiego.
Za młodu romansował z Matyldą Krzesińską, nie będąc jej ani pierwszym, ani ostatnim kochankiem z rodu Romanowów.
W 1917 roku został aresztowany. 18 lipca 1918 roku wraz z kilkoma członkami rodziny – synem księżnej Paley (Włodzimierzem Pawłowiczem Paleyem), trzema wnukami wielkiego księcia Konstantego Mikołajewicza (Janem, Konstantynem i Igorem) i wielką księżną Elżbietą Fiodorowną (siostrą carycy Aleksandry), został wrzucony przez bolszewików do szybu kopalni w Ałapajewsku. Rannych mordercy dobili strzałami z broni palnej oraz granatami. Wedle biografów rodziny Romanowów, Romanowowie czekając na śmierć śpiewali hymny religijne.
Sergiusz Michajłowicz został kanonizowany przez Rosyjską Cerkiew Prawosławną za Granicą, a następnie przez Rosyjską Cerkiew Prawosławną jako jeden z nowomęczenników rosyjskich.